# Tout simplement noir (groupe)
Pour les articles homonymes, voir Tout simplement noir.
Tout simplement noir est un groupe de hip-hop français, originaire de la banlieue parisienne. Pour Brain Magazine, le groupe « n’a pas connu la même gloire que des Suprême NTM, MC Solaar ou La Clinique », mais a « pourtant su se forger une identité bien à eux et ont accouché de plusieurs classiques le temps de deux albums. Chacun a ensuite pris son propre chemin en 1998 et Tout Simplement Noir a sombré dans l’oubli. »

## Historique
Au milieu des années 1980, tandis que le rap français se popularise en France, J'L'Tismé décide de se joindre à trois camarades de lycée : MC Bees, Demon B (plus tard E Blaze) et //Parano Refré (Pierre Rousselet) pour faire l'école buissonnière. Pendant ce temps, ils mixent leurs créations sur un poste radio. En 1988, ils fondent le groupe Tout simplement noir, accompagnés par DJ Chaz aux scratches. Concernant le nom du groupe : « Dans ces années-là, on vivait aussi dans un environnement assez raciste, il n’y avait pas Harry Roselmack au 20h (…) Il y avait aussi le mouvement Skinhead très présent. Donc le nom est venu vraiment naturellement, c’était dans l’air du temps », explique Parano Refré. Le groupe intègre le Longue Posse, un collectif parisien composé de rappeurs, danseurs et graffeurs, et accède à un studio où ils effectuent leur première maquette musicale,. 
En 1991, le groupe se fait connaitre du public grâce à Olivier Cachin, présentateur de l'émission RapLine, la même qui a fait notamment connaitre Ministère A.M.E.R. et Assassin à cette période. Ils tournent le clip Le Temps passe diffusé sur la chaîne locale M6,. Néanmoins, ne voyant le succès arriver, Demon B quitte le groupe pour une carrière solo, et part vivre et produire aux États-Unis. Il est remplacé par Greg (MC Rabbi) qui les aidera à produire leur premier album. Au début des années 1990, le groupe commence à produire son premier album sous le titre initial de Night and Day. Au bout de quelques mois sort l'album Dans Paris nocturne, un de leurs plus gros succès, contenant les titres J'suis F et À propos de Tass qui relatent respectivement une soirée entre amis, et les femmes. L'album se vend rapidement à 15 000 exemplaires.
Une caractéristique importante du groupe TSN est qu'à l'instar de la rappeuse Sté Strausz ses membres sont parmi les premiers à développer un rap de style G-funk en France, à l'époque ou il était encore très populaire aux États-Unis[réf. nécessaire]. Ils sortiront ensuite un deuxième album intitulé Le Mal de la nuit. Mais, en pleine promotion du disque, Mc Bees quitte à son tour précipitamment le groupe. N'étant plus que deux, le groupe Tout simplement noir décide de ne plus chanter ensemble sous cette appellation, mais de produire d'autres artistes encore peu connus. Ils sortiront alors l'album Paranocalypse de Parano Refré, qui remportera un succès notable[réf. nécessaire], ainsi que plusieurs autres albums, tels que ceux de la rappeuse Roll'K.
En 2009, un nouvel album voit le jour. Intitulé Classics, celui-ci est composé des classiques du groupe, de remixes et de morceaux inédits. Le 23 octobre 2010, le groupe se reforme après 13 ans d'absence afin de donner un ultime concert au Nouveau Casino de Paris[réf. souhaitée].

## Discographie

### Albums studio
- 1995 : Dans Paris nocturne
- 1997 : Le Mal de la nuit
- 2009 : Classics

### EP
- 1996 : J'suis F

### Apparitions
- 1990 : J'L'Tismé - Wutchaka (album)
- 1997 : J'L'Tismé - Gaze mon petit (album)
- 1997 : Tout simplement noir - Le Contrat (album)
- 1997 : Tout simplement noir - Invasion (compilation)
- 1997 : Tout simplement noir - Collectif rap (compilation)
- 1997 : Tout simplement noir - Nord vs. Sud (compilation)
- 1997 : Tout simplement noir - Planète Rap (compilation)
- 1997 : Tout simplement noir - My definition of Hip-Hop  (compilation)
- 1998 : Tout simplement noir - La Légende (compilation)
- 1998 : Tout simplement noir - Into the Groove vol.3 (compilation)
- 1999 : Tout simplement noir - Quality Street (compilation)
- 2000 : Tout simplement noir - Into the Groove vol12 (compilation)
- 2000 : Tout simplement noir - Sex, drogue et Roll-K (album)
- 2000 : Tout simplement noir - Bouffe Graineuze (album)
- 2000 : J'L'Tismé - ANPE (mixtape)
- 2002 : J'L'Tismé - West Rider (compilation)
- 2003 : J'L'Tismé - Roll Kamasutra  (album)
- 2005 : J'L'Tismé - West Rider 2 (compilation)
- 2007 : J'L'Tismé - J'Arrive Classique  (album)
- 2007 : J'L'Tismé - 4 Years Murdafunk (mixtape)
- 2007 : J'L'Tismé - Val 2 Marne Rider (album)
- 2007 : J'L'Tismé - Crown City Radio (compilation)
- 2007 : J'L'Tismé - Le Strip Album (album)
- 2007 : J'L'Tismé - 50/50 (album)
- 2008 : J'L'Tismé - DJ Ozzir presents J'l'tismé (mixtape)
- 2008 : J'L'Tismé - Je Reste Local  (album)
- 2008 : J'L'Tismé - Demo Deluxxx (mixtape)
- 2008 : J'L'Tismé - Pour les filles (Street Tape/France)
- 2008 : J'L'Tismé - Le Pèlerinage  (album)
- 2008 : J'L'Tismé -  Secret défonce  (album)
- 2008 : J'L'Tismé - Big Ballers Vol2 (compilation)
- 2008 : Tout simplement noir - DJ Ozzir presents Le Baise’T’Of de Roll-k (mixtape)
- 2009 : J'L'Tismé - Turn It UP!!Vol5 (Compilation/Japon)
- 2009 : Tout simplement noir - 15 ans d'retard  (album)
- 2009 : J'L'Tismé - Le Pèlerinage (Golden Thoat Edition)  (album)
- 2009 : J'L'Tismé - À la conquête de l'west (compilation)
- 2009 : J'L'Tismé - la rage du bitume (compilation)
- 2009 : J'L'Tismé - Original connexions Part 2 (compilation)
- 2009 : J'L'Tismé - West Coast Gangst'Shit vol.2 (mixtape)
- 2009 : J'L'Tismé - Chansons Hip Hop pour enfants (compilation)
- 2010 : J'L'Tismé - Le Lubrifiant (album)
- 2010 : J'L'Tismé - Labriko (album)
- 2010 : J'L'Tismé - LA French Connect (compilation)
- 2010 : J'L'Tismé - Funkaholics (album)
- 2010 : J'L'Tismé - The Complete Collection (album)
- 2010 : J'L'Tismé - À la Barak vol.2 - The Family Meal (compilation)
- 2010 : J'L'Tismé - Original Connexions part.2 (album)
- 2011 : J'L'Tismé - B.S.Boyz Mentalité (mixtape)
- 2011 : J'L'Tismé - Le ghetto de la tentation (album)
- 2011 : J'L'Tismé - Colabo & inédits (mixtape)
- 2011 : J'L'Tismé - N°5 : Spécial pour les govas (mixtape)
- 2012 : J'L'Tismé - Original Connexions part.3 (compilation)
- 2012 : J'L'Tismé - Talkbox vibes (mixtape)
- 2012 : J'L'Tismé - Seno EP (EP)
- 2012 : J'L'Tismé - Still Underground (album)
- 2013 : J'L'Tismé - Musique urbaine (album)
- 2014 : J'L'Tismé - Class X Shit (compilation)
- 2014 : J'L'Tismé - Chasse à l'homme 3 (album)

## Clip
- 1991 : Le Temps passe (clip M6/RapLine)
- 1996 : J'suis F